# Garden City (Georgia)
Garden City – miasto w Stanach Zjednoczonych, w stanie Georgia, w hrabstwie Chatham.